# ジョン・C・ペンバートン
ジョン・クリフォード・ペンバートン（英: John Clifford Pemberton、1814年8月10日-1881年7月13日）は、アメリカ陸軍の職業軍人であり、セミノール戦争で戦い、米墨戦争では功績を挙げた。南北戦争の時は南軍の将軍として従軍し、1863年夏のビックスバーグの包囲戦で敗北し降伏したことで知られている。戦後は農業に就いた。

## 初期の経歴
ペンバートンは1814年の秋にペンシルベニア州フィラデルフィアで生まれた。1833年にウェストポイントの陸軍士官学校に入学し、4年後に50人の同期中27番目の成績で卒業した。1837年7月1日に第4アメリカ砲兵連隊の少尉に任官した。1837年と1838年にはセミノール族との戦いに連隊と共に従軍し、フロリダ州で1838年1月24日のロカ・ハッチーの戦いに参戦した。
ペンバートンと第4アメリカ砲兵連隊は1838年と1839年にニューヨーク州コロンバス砦で守備隊任務に就き、ニュージャージー州トレントン近くに位置する訓練キャンプに移った。カナダ国境紛争の時は、北部辺境で任務に就いた。1840年にはミシガン州に駐屯し、デトロイトで任務に就き、1840年と1841年にはマキナック砦、1841年にはブラディイン砦に務めた。次に1841年から1842年にはニューヨーク州バッファローで勤務し、1842年3月19日に中尉に昇進した。その後バージニア州モンロー砦の守備隊任務に移り、1842年と1843年はペンシルベニア州カーライル兵舎の陸軍騎兵学校に駐屯した。さらに1844年から1845年はモンロー砦に戻った。

### 米墨戦争
1845年から1846年、ペンバートンと第4アメリカ砲兵連隊はテキサス州のアメリカ陸軍占領部隊に加わり、米墨戦争の開始と共にメキシコに派遣された。1846年5月8日のパロ・アルトの戦いと翌日のレサカ・デ・ラ・パルマの戦いに参戦した。続いてその年秋のモンテレーの戦いで功績を挙げ、9月23日に大尉に名誉昇進した。
ペンバートンは続いてメキシコにおける軍の1847年の作戦で戦い、3月のベラクルス包囲戦、4月のセルロ・ゴードの戦い、5月のアマゾク近くでの小戦闘、8月のサンアントニオ占領とチュルブスコの戦い、そして最も著名な9月のモリノ・デル・レイの戦いと続いた。9月8日のモリノ・デル・レイにおける功績に対して少佐の階級に名誉昇進した。続いて9月13日のチャプルテペク城の急襲に参加し、その日と翌日のメキシコシティの戦いにも加わったが、そこで負傷した。1846年8月4日からはウィリアム・J・ワース名誉准将の副官の地位にあった。
メキシコとの戦争が終わると、ペンバートンと第4アメリカ砲兵連隊は1849年にフロリダ州ペンサコーラの守備隊任務に就いた。1849年と1850年にはセミノール族との敵対関係の間、フロリダ州で戦った。1850年にルイジアナ州ニューオーリンズ兵舎の守備隊任務に就き、9月16日に正規軍の大尉に昇進した。1851年と1852年にメリーランド州ワシントン砦に勤務し、1852年から1856年まではニューヨーク州ハミルトン砦に駐屯した。1856年から1857年までは再度フロリダ州でセミノール族と戦った。
1857年から1858年はカンザス州レブンワース砦の辺境任務に就き、1858年のユタ戦争に参加した。
1859年にニューメキシコ準州のカーニー砦に駐屯し、1859年から1861年はミネソタ州のリッジリー砦、1861年にワシントンD.C.のワシントン武器庫守備隊を務めた。

## 南北戦争での従軍
1861年に南北戦争が始まったとき、ペンバートンはその任務を辞して北部の生まれながら南軍に加わることを選び、アメリカ陸軍を除隊し、4月29日付けで認められた。その決断はバージニア州生まれの妻の影響と戦前は長年南部州で勤務したことによっていた。3月28日に南軍の中佐に任官され、4月29日にアメリカ連合国首都リッチモンド内外の軍隊で総務局長補佐となった。5月8日に大佐に昇進し、翌日中佐の階級でバージニア暫定軍砲兵隊に配属された。6月15日には南軍砲兵隊の少佐に指名され、2日後には准将に昇進した。ペンバートンの最初の旅団指揮はノーフォーク方面軍であり、その第10旅団を6月から11月まで率いた。
ペンバートンは1862年1月14日に少将に昇進し、サウスカロライナとジョージアの方面軍指揮を任された。この任務はサウスカロライナ州チャールストンに作戦本部を置き、3月14日から8月29日まで続いた。ペンバートンの癇に障る性格、もし彼が選択しなければならないなら、その少数の軍隊を失う危険を冒すよりもその地域を放棄するという声明や、彼が北部の生まれであるという不信感の結果として、両州の知事はアメリカ連合国大統領ジェファーソン・デイヴィスにペンバートンの解任を請願した。デイヴィスは新設のミシシッピ方面軍の指揮官を必要としており、P・G・T・ボーリガード将軍にも指揮官の役割を必要としたので、ペンバートンを西部に派遣し、人気のあるボーリガードをチャールストンに配属した。

### ビックスバーグ

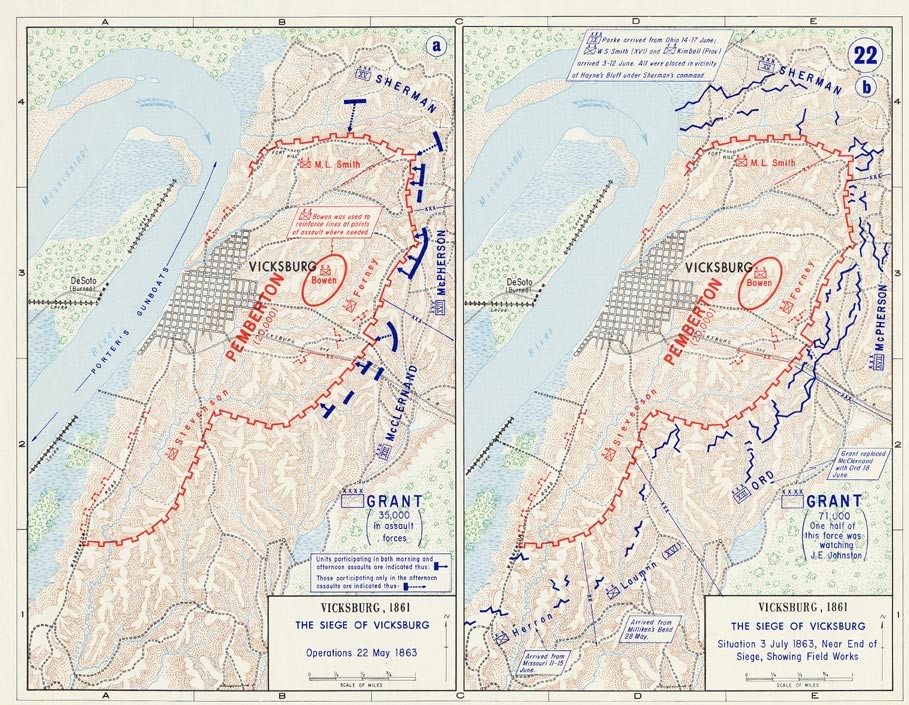
ビックスバーグの包囲戦、5月22日から7月4日の配置

1862年10月10日、ペンバートンは中将に昇進し、要塞都市ビックスバーグとミシシッピ川の防衛のためにミシシッピ方面軍と西ルイジアナ方面軍を任された。デイヴィスは彼の新しい任務に付いて、「貴方の任務の最初で主要な目的としてこれらの州をうまく防衛することを検討する」ように指示を出した。ペンバートンは10月14日にミシシッピ州ジャクソンの新しい作戦本部に到着した。その軍隊はアール・ヴァン・ドーンとスターリング・プライス各少将の指揮する5万名足らずとビックスバーグとポートハドソンにいる守備隊約24,000名だった。対するは北軍の攻撃的な指揮官で、かっては米墨戦争での僚友だったユリシーズ・グラント少将の10万名以上の部隊がビックスバーグ方面作戦にあった。
ペンバートンとそのミシシッピ軍は、はデイヴィスとジョセフ・ジョンストン将軍双方からの命令を実行する試みの中で、ジャクソン周辺に結集するジョンストン軍と合流するために出発し、一方残りの部隊はビックスバーグ周辺で守りに就いた。ジョンストンから提案されていた会合の場所を変更する命令が届き、ペンバートン軍が回れ右をしたところに、偶々グラント軍と来合わせて5月16日のチャンピオンヒルの戦いとなり、大きな敗北を喫した。ペンバートン軍はビッグブラック川まで撤退し、そこで5月17日に戦って同じように大きな損失を受けた。ペンバートンはビックスバーグを守ることに決め、5月18日にはその防衛戦まで後退した。ジョンストンからはビックスバーグ市を犠牲にして軍隊を救うよう忠告を受けたが、ペンバートンは6週間以上も要塞を死守し、その間に兵士や市民が飢えることになり降伏に繋がった。（ペンバートンは自分が北部で生まれたことによる南軍での評判を知っており、もしビックスバーグを放棄した場合に裏切り者として大衆に非難される怖れがあったので、恐らくはその判断に影響した）。
1863年7月2日、ペンバートンは4人の師団指揮官達に文書で、45日間の包囲の後で、彼等の部隊が「市の明け渡しを成し遂げるために必要な行軍と骨折りに耐えられる」と思うかを問うた。4人が一様に否定の回答だったので、翌日ペンバートンは北軍に対して降伏条件を協議するための休戦を求め、7月4日午前10時に市と軍隊共々グラントに降伏した。降伏条件（最初の話し合いでは無条件降伏だった）が交渉され、南軍兵士は釈放され、以下次のようになった。
我々の戦列から行軍して出て行くこと、士官は拳銃と衣類の携帯を許され、野戦、参謀、騎兵の士官はそれぞれ1頭の馬を許される。兵卒はその衣類の携行を許されるが他の所持品は許されない
ペンバートン軍は2,166名の士官、27,230名の兵士、172門の大砲、約60,000挺のマスケット銃とライフル銃をグラントに渡した。このことと、7月9日に成功裏に終わったポートハドソンの包囲戦と合わせて、北軍はミシシッピ川の支配を完成し、戦争の残り期間エドマンド・カービー・スミス中将指揮下の軍隊とミシシッピ圏戦線がアメリカ連合国本体と切り離されるという大きな戦略的損失に繋がった。
ペンバートンはその降伏後、1863年10月13日に捕虜交換で釈放され、リッチモンドに帰還した。そこではほぼ8ヶ月間、何の任務もなく過ごした。当初、ブラクストン・ブラッグ将軍がペンバートンを使えると思ったが、その部下の士官達と協議した後で、デイヴィスに信用を無くした中将を使うことは「勧められない」と忠告した。ペンバートンはデイヴィスに宛てた文書で、「私を使えると貴方が思う如何なる任務にも」戻して貰うことを求めた。デイヴィスは個人的な信頼感は揺るぎないものとし、次のように答えた。
私は貴方がミシシッピ川の一部を守る目的で軍隊と共にまさに生死を賭けたと思ったし今でも思っている。貴方が成功しておれば誰も責めなかっただろう。貴方が努力していなければ、ほとんど誰も貴方のやり方を弁護しないだろう。
ペンバートンは1864年5月9日に将官職を辞任し、デイヴィスは3日後に砲兵隊の中佐としての任務を与え、ペンバートンはこれを南部とアメリカ連合国に対する忠誠の証の場として受け入れた。ペンバートンは1865年1月9日までリッチモンド防衛軍の砲兵隊を指揮した。1月7日付けで砲兵隊の監察長官に任命され、この職を4月12日にノースカロライナ州サリスベリーで捕虜になるまで続けた。ペンバートンの他に残っていた大砲14門、南軍兵約1,300名および10,000挺近い小火器があった。捕虜となった後に釈放の記録は無い.。

## 戦後
戦後、ペンバートンは1866年から1876年までバージニア州ウォーレントン近くの自身の農園で暮らし、その後ペンシルベニア州に移った。その5年後にペンシルベニア州ペンリンの村で死に、フィラデルフィアにあるローレルヒル墓地に埋葬されている。
ペンバートンの銅像がビックスバーグ国立軍事公園に建てられた。